# Kongul, Taşkent
Kongul là một xã thuộc huyện Taşkent, tỉnh Konya, Thổ Nhĩ Kỳ. Dân số thời điểm năm 2011 là 99 người.